# Julieta Grajales
Julieta Grajales (Tuxtla Gutiérrez, México, 24 de abril de 1986) es una actriz mexicana. Es conocida por sus papeles en telenovelas y series como La taxista, El Chema, El Señor de los Cielos, y La impostora. 

## Biografía y carrera
Su primera aparición fue en la telenovela Vidas robadas de TV Azteca en 2010, y posteriormente apareció en la telenovela La Impostora de Telemundo de 2012, interpretando a Catalina Echeverría Estrada de Altamira. Siendo una mujer abiertamente lesbiana, tuvo una amistad y luego una relación con la cantante estadounidense Laura Pergolizzi, conocida como LP. Ambas comenzaron a salir en 2019, y en 2021, Grajales apareció en un video musical de la cantante para su canción How Low Can You Go. En mayo de 2022, terminaron su relación.

## Filmografía

### Televisión
| Año       | Título                                | Personaje                                | Notas                                           |
| --------- | ------------------------------------- | ---------------------------------------- | ----------------------------------------------- |
| 2010      | Vidas robadas                         | Nora                                     | Recurrente: 3 episodios                         |
| 2012      | Rosa diamante                         | María Corina Villalta                    | 1 episodio                                      |
| 2013      | Niñas mal                             | Bibi                                     | 1 episodio                                      |
| 2014      | La impostora                          | Catalina Echeverría Estrada de Altamira  | Recurrente; 102 episodios                       |
| 2016      | Un día cualquiera                     | Maricruz                                 | 1 episodio                                      |
| 2017      | Maldita Tentación                     | Violeta                                  | 1 episodio (2017)                               |
| 2016–2017 | El Chema                              | Regina Campo                             | Recurrente; 75 episodios                        |
| 2016      | Abandonados, Asia: La Ruta del Dragón | Concursante junto a Jorge Gómez-Pimienta | 4.° eliminados                                  |
| 2017      | El Señor de los Cielos                | Regina Campo                             | El Señor de los Cielos fifth season; 1 episodio |
| 2018–2019 | La taxista                            | Susana "Susy" Pizarro                    | Recurrente; 17 episodios                        |
| 2019      | La bandida                            | Marina Aedo / Young Graciela Olmos       | Recurrente; 31 episodios                        |
| 2022      | Lotería del crimen                    | Victoria Vargas                          | Personaje principal                             |
| 2023      | Los 50                                | Concursante                              | 3.ª eliminada                                   |
| 2023      | La Isla: Desafío en Turquía           | Desafiante                               | 12.ª desterrada                                 |
| 2025      | La jefa                               | Sonia de Fierro                          | Recurrente                                      |
| 2025      | Survivor México: Héroes y villanos    | Concursante                              | 4.ª eliminada                                   |

### Vídeos musicales
| Año  | Título               | Artista(s) | Role                    | Ref.   |
| ---- | -------------------- | ---------- | ----------------------- | ------ |
| 2021 | "How Low Can You Go" | LP         | Ella misma (junto a LP) | [ 13 ] |